# Najm Eldin Abdullah
Najm Eldin Abdullah Abdalgabar (ur. 17 listopada 1987) – sudański piłkarz grający na pozycji obrońcy. Jest zawodnikiem klubu Al-Merreikh.

## Kariera klubowa
Abdalgabar jest wychowankiem klubu Khartoum Club. Zadebiutował w nim w pierwszej lidze sudańskiej. W 2010 roku odszedł do Al-Merreikh z Omdurmanu. W 2010 roku zdobył z nim Puchar Sudanu, a w 2011 wywalczył mistrzostwo Sudanu.

## Kariera reprezentacyjna
W reprezentacji Sudanu Abdalgabar zadebiutował w 2010 roku. W 2012 roku został powołany do kadry na Puchar Narodów Afryki 2012.